# Ta' Pelle med
Ta' Pelle med er en dansk film fra 1952, skrevet af Estrid Ott og instrueret af Jon Iversen.

## Medvirkende
- Johannes Meyer
- Ib Schønberg
- Ellen Gottschalch
- Kjeld Jacobsen
- Paul Hagen
- Henry Nielsen
- Else Jarlbak
- Frits Helmuth
- Lone Hertz